# جيمس ماكناب
جيمس ألكسندر ماكناب (بالإنجليزية: James MacNabb)‏ (26 ديسمبر 1901 - 6 أبريل 1990)، كان مجدفًا بريطانيًا، فاز بالمذالية الذهبية في  دورة الألعاب الأولمبية الصيفية لعام 1924. 

## روابط خارجية
- موقع MacNab - الألعاب الأولمبية: ميدالية مكناب الذهبية